# 김성용 (축구 선수)
김성용(金成勇, 1987년 2월 26일~)은 재일 한국인 축구 선수이다. 포지션은 공격수이다.